# Od przedszkola do Opola
Od przedszkola do Opola – program artystyczno-rozrywkowy emitowany, od 19 lutego 1995 do 26 maja 2007 na antenie TVP1. Jego autorkami były Jolanta Mąkosa oraz Barbara Skarżyńska, a prowadzącym – Michał Juszczakiewicz. Kierownikiem muzycznym programu była Krystyna Kwiatkowska.
Do programu zapraszani byli polscy wykonawcy, których piosenki śpiewały dzieci w wieku przedszkolnym (chociaż w kilku odcinkach zdarzali się uczestnicy w wieku  wczesnoszkolnym, a nawet wczesnonastoletnim). Utrzymany był w konwencji konkursu, w którym każdy uczestnik wygrywał nagrody upominkowe. Nazwa programu nawiązywała m.in. do Festiwalu Opolskiego. Występy wszystkich uczestników montował Szymon Tarwacki.
Jako chórek udział brali wokaliści z Młodzieżowego Domu Kultury w Malborku. Zespół Balbiny i AIRAM pod kierownictwem Marii Seibert.
W programie wzięli udział m.in.: Sylwia Grzeszczak, Iza Lach, Natalia Krakowiak, Roger Karwiński, Emilia Stachurska, Natalia Szroeder, Daria Zawiałow i Izuagbe Ugonoh.